# Arignota di Crotone
Arignota di Crotone (o Arignote, in greco antico: Ἀριγνώτη?, Arignṓtē; Crotone, V secolo a.C. – Crotone, V secolo a.C.) è stata una filosofa greca antica della scuola pitagorica.

## Biografia
Arignota fu allieva di Pitagora e Teano e, secondo alcune tradizioni, la loro figlia. 
Insieme a Damo diffusero l'insegnamento della dottrina pitagorica ad altre donne.
Secondo la Suda, ha scritto una Bacchica sui misteri di Demetra, che è stato anche intitolato Il racconto della Sacra. La Suda cita un lavoro chiamato Riti di Dioniso, citato da Clemente di Alessandria.

## Opere
- Le Bacchiche (o I misteri di Cerere);
- Epigrammi.